# Трипаносомози
Трипаносомо́зи (англ. Trypanosomiasis, лат. Trypanosomosis) — група паразитарних інфекційних хвороб тварин і людей, які спричинюють найпростіші з роду Трипаносома.
Серед людей в деяких регіонах поширені такі трипаносомози:
- африканський (сонна хвороба, яка об'єднує гамбійську і родезійську форми)
- американський (хвороба Шагаса).

Відомі також зоонозні трипаносомози, які людям не передаються.
Найпоширені зоонозні трипаносомози:
- «Нагана», або тваринний африканський трипаносомоз, який ще називають «соума» чи «соумая» в Судані[3];
- «Сурра»[4];
- «Мал де кадерас» (ісп. Mal de caderas — буквально «зло в стегнах») — ураження суглобів у коней в центральних регіонах Південної Америки;
- «Мурріна» і «деррінгадера» (ісп. Murrina de caderas, Derrengadera de caderas) — дві форми фатального регіонального трипаносомозу коней та мулів в Панамі. «Мурріна» — це хронічна форма ураження з набряками кінцівок і загальною інтоксикацією, тоді як «дерренгадера» — як гостра, так і хронічна форма перебігу без виникнення набряків;
- «Дурін» (фр. dourine, тобто «паршива самка верблюда») або англ. Covering sickness — сонна хвороба покривів;
- Різні виснажливі гарячки (англ. Cachexial fevers);
- Гамбійська сонна хвороба коней (англ. Gambian horse sickness), яка може відбуватися й у людей;
- «Балері» (Судан);
- «Каодзера» або родезійський трипаносомоз, якій може відбуватися й у людей;
- «Тахага» (хвороба верблюдів в Алжирі);
- «Халзікте» (афр. Galziekte, galzietzke) — жовчна сонна хвороба рогатої худоби у Південній Африці.

Деякі тварини, зокрема гну, стійки до ураження трипаносомами, особливо це стосується дитинчат.

## Етіологія трипаносомозів
Детальніші відомості з цієї теми ви можете знайти в статті Трипаносома.

## Загальні механізми епідеміологічної передачі трипаносомозів
Частина трипаносомозів передаються від хворих до здорових осіб за допомогою внаслідок укусу комах з поширенням через кров, рідше — статево, трансплацентарно.
Детальніші відомості з цієї теми ви можете знайти в статті Сонна хвороба.
Детальніші відомості з цієї теми ви можете знайти в статті хвороба Шагаса.
Детальніші відомості з цієї теми ви можете знайти в статті Нагана.

## Загальний клінічний перебіг у тварин

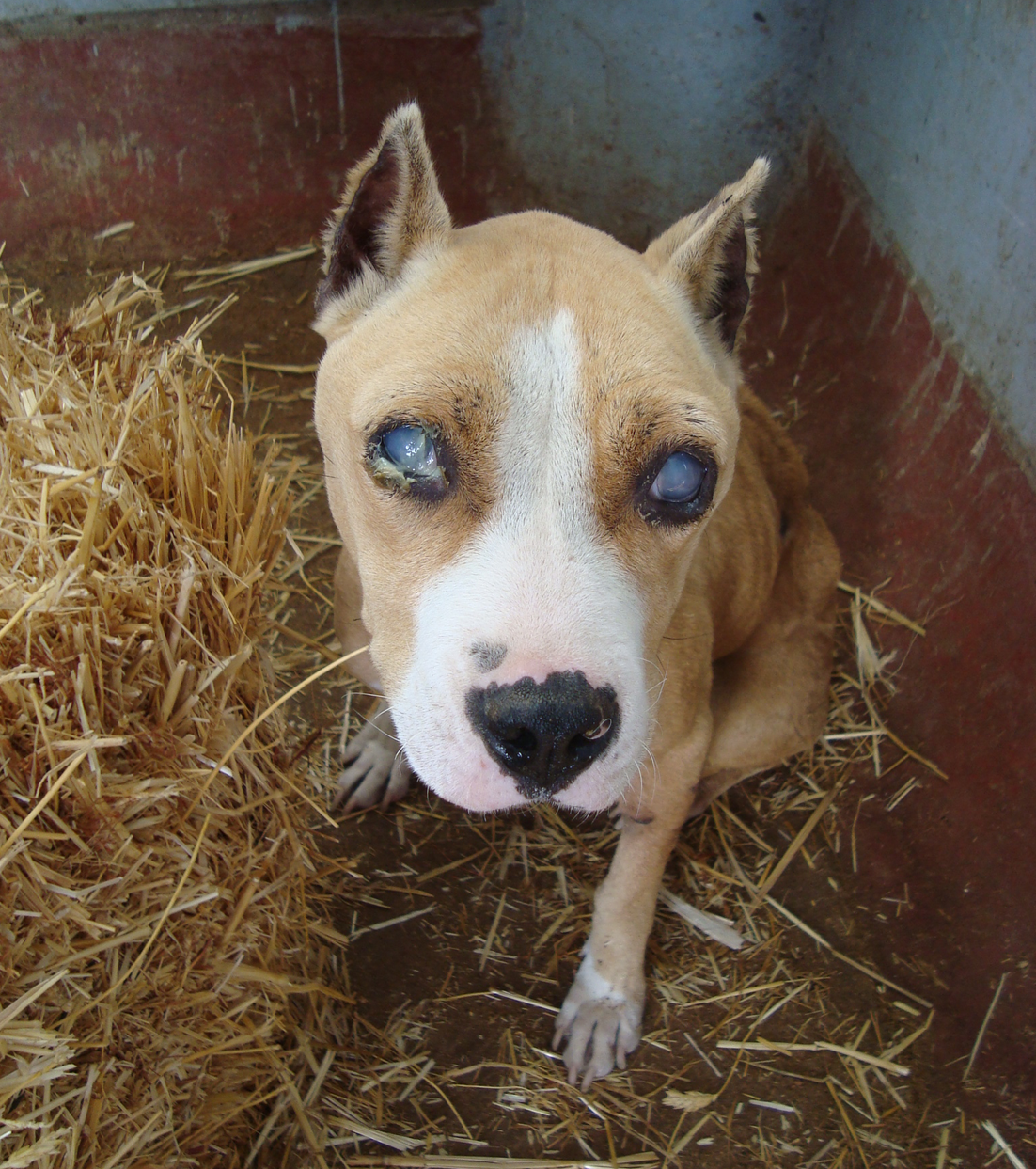
Хвора на сурру собака в Тунісі.

- У великої рогатої худоби відбувається збільшення лімфатичних вузлів, внутрішніх органів. Характерним проявом є гемолітична анемія. Часті аборти і передчасні пологи, неплідність телиць, через виникнення тяжких уражень яєчок (орхитів) — фертильність бичків. Ураження внутрішніх органів. лфмфатичної системи повільно прогресують до явищ кахексії, через що худоба гине.
- У коней, зебр з'являються ознаки ураження черевних і статевих органів, суглобів, часто набряки кінцівок і кропив'янка.
- У віслюків, куланів, ослюків, мулів часто трипаносомози призводять до тяжких шкірних уражень.
- У собак і котів можуть бути серйозні системні ураження: гарячка, міокардит, міозити, помутніння рогівки, іноді й неврологічні ураження.

## Клінічні прояви трипаносомозів у людей
Детальніші відомості з цієї теми ви можете знайти в статті Сонна хвороба.
Детальніші відомості з цієї теми ви можете знайти в статті хвороба Шагаса.

## Загальні принципи діагностики трипаносомозів
Діагноз ґрунтується на виявленні трипаносом у мазку крові за допомогою світлової мікроскопії. Рухливі форми трипаносом можуть бути знайдені в лейкоцитарній плівці після центрифугування крові. Для діагностики використовують й серологічні дослідження.

## Лікування
Детальніші відомості з цієї теми ви можете знайти в статті Сонна хвороба.
Детальніші відомості з цієї теми ви можете знайти в статті хвороба Шагаса.
Детальніші відомості з цієї теми ви можете знайти в статті Нагана.

## Профілактика
Слід розвивати у регіонах поширення тваринних трипаносомозів стійки до цих хвороб породи свійських тварин. Необхідна боротьба з переносниками, але це важко реалізувати.
Детальніші відомості з цієї теми ви можете знайти в статті Сонна хвороба.
Детальніші відомості з цієї теми ви можете знайти в статті хвороба Шагаса.
Детальніші відомості з цієї теми ви можете знайти в статті Нагана.